# اوال‌تی اکسپرس
اوال‌تی اکسپرس (انگلیسی: OLT Express) شرکت هواپیمایی لهستانی است، که در سال ۲۰۰۹ تأسیس شد.